# La peregrinación de Carlomagno

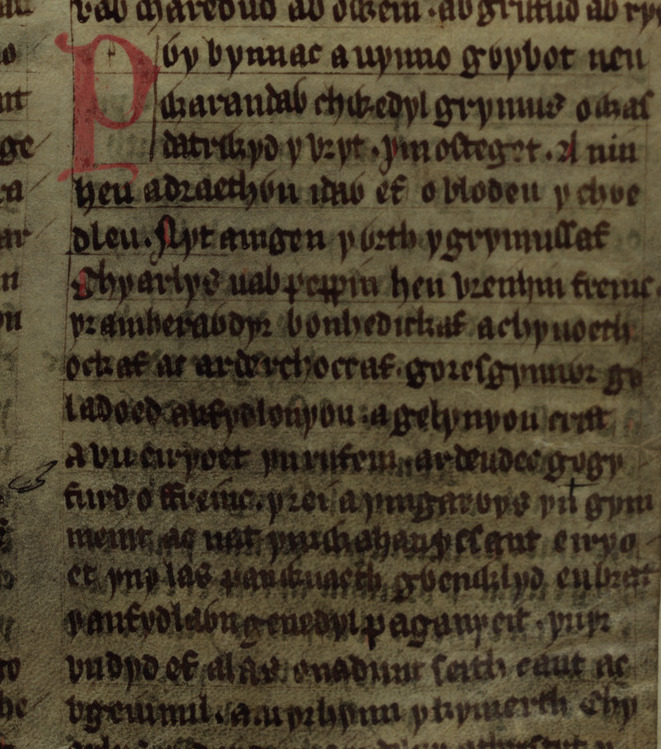
La apertura de Ystoria Carolo Magno: Rhamant Otfel (Jesus College, Oxford MS 111.), una traducción al galés medio de Le Pèlerinage de Charlemagne

La peregrinación de Carlomagno (en francés, Le pèlerinage de Charlemagne o también Voyage de Charlemagne à Jérusalem et à Constantinople) es un cantar de gesta francés escrito en versos alejandrinos hacia 1150. El poema aborda el tema de una ficticia expedición del emperador Carlomagno y sus Doce Pares a Oriente, así como el traslado de multitud de reliquias a Francia y su distribución por todo el país.
La versión escrita más antigua conocida probablemente fue compuesta alrededor de 1140. También se conocen dos reelaboraciones de la historia del siglo XV.
El romance se conserva en un único manuscrito, la Biblioteca Real Británica, 16. E. VIII. Sin embargo, el manuscrito se perdió en 1879, y todas las ediciones posteriores se basan en la edición de Eduard Koschwitz.

## Sumario
Carlomagno pregunta a su esposa si algún rey lleva una corona mejor que él. Para indignación suya, ella responde que el emperador bizantino (ficticio) Hugo usa una mejor. Con el pretexto de una peregrinación, Carlomagno y sus Doce Pares partieron hacia el este. Primero van a Jerusalén, donde se encuentran con el patriarca, quien les da muchas reliquias importantes para recuperar, y también el título de Emperador. De camino a casa, se detienen en Constantinopla, una ciudad muy hermosa y rica, libre de robos y pobreza. Allí conocen a Hugo, un rey muy apuesto y glorioso, de pie sobre un arado dorado. Son invitados al palacio, un edificio que se levanta sobre un poste y que gira cuando gira el viento.
Carlomagno y los pares son recibidos cortésmente y se les asigna una hermosa habitación en la que el rey Hugo ha escondido a un espía. Carlomagno y sus compañeros beben demasiado y empiezan a bromear sobre sus extraordinarias habilidades. Olivier dice que puede dormir con la hija de Hugo cien veces durante una sola noche, Turpín afirma que puede hacer malabares con manzanas mientras está de pie con cada pierna sobre un caballo diferente, y así sucesivamente. Al día siguiente, ante estas bromas, Carlomagno y sus pares se retiran avergonzados a sus aposentos. Allí rezan a Dios frente a las reliquias y enseguida aparece un ángel que dice que ayudará a Carlomagno.
Carlomagno regresa con Hugo y le afirma que él es capaz de todas las cosas de las que él y sus compañeros se jactaban. Hugo no lo cree, pero con la ayuda de Dios, los Peers pueden realizar sus tareas. Hugo queda muy impresionado y hace voto de convertirse en vasallo de Carlomagno. Una vez de regreso a casa perdona a su esposa. 
Los resúmenes de la trama están disponibles en línea en francés. Uno de Paulin Paris y otro de Gaston Paris, su hijo.

## Ediciones y traducciones
- Charlemagne, poema anglonormando del siglo XII publicado por primera vez con una introducción y un índice glosario de Francisque Michel. 1836.
- "Le pèlerinage de Charlemagne: pub. avec un glossaire" ed. Anna Julia Cooper, Eduard Koschwitz. París: A Lehure, 1925.
- Le voyage de Charlemagne à Jérusalem et à Constantinople ed. Paul Aebischer. Ginebra: Droz, 1965.
- The pilgrimage of Charlemagne = Le pèlerinage de Charlemagne tr. Glyn S. Burgess, Anne Elizabeth Cobby. New York: Garland, 1988.
- Ystorya de Carolo Magno ed. Stephen Joseph Williams. Caerdydd 1930 (argraffiad newydd 1968).
- Sechs Bearbeitungen des Altfranzösischen Gedichts von Karls des Großen Reise nach Constantinopel ed. Eduard Koschwitz. Heilbronn 1879.